# St. Peter und Paul (Niederstaufen)

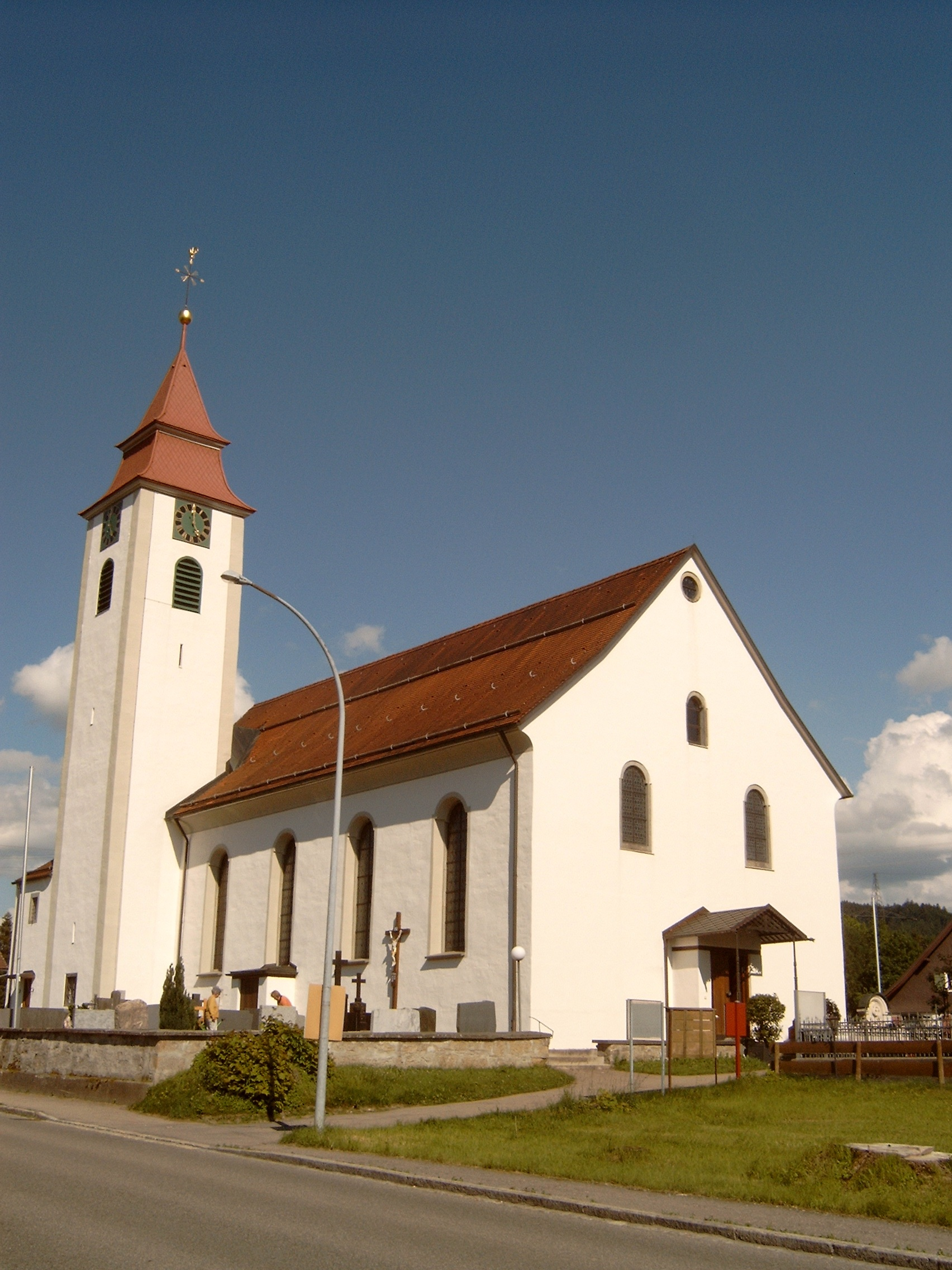
Kirche St. Peter und Paul in Niederstaufen

St. Peter und Paul ist eine katholische Pfarrkirche in Niederstaufen. Sie stammt aus dem 19. Jahrhundert.

## Vorgeschichte

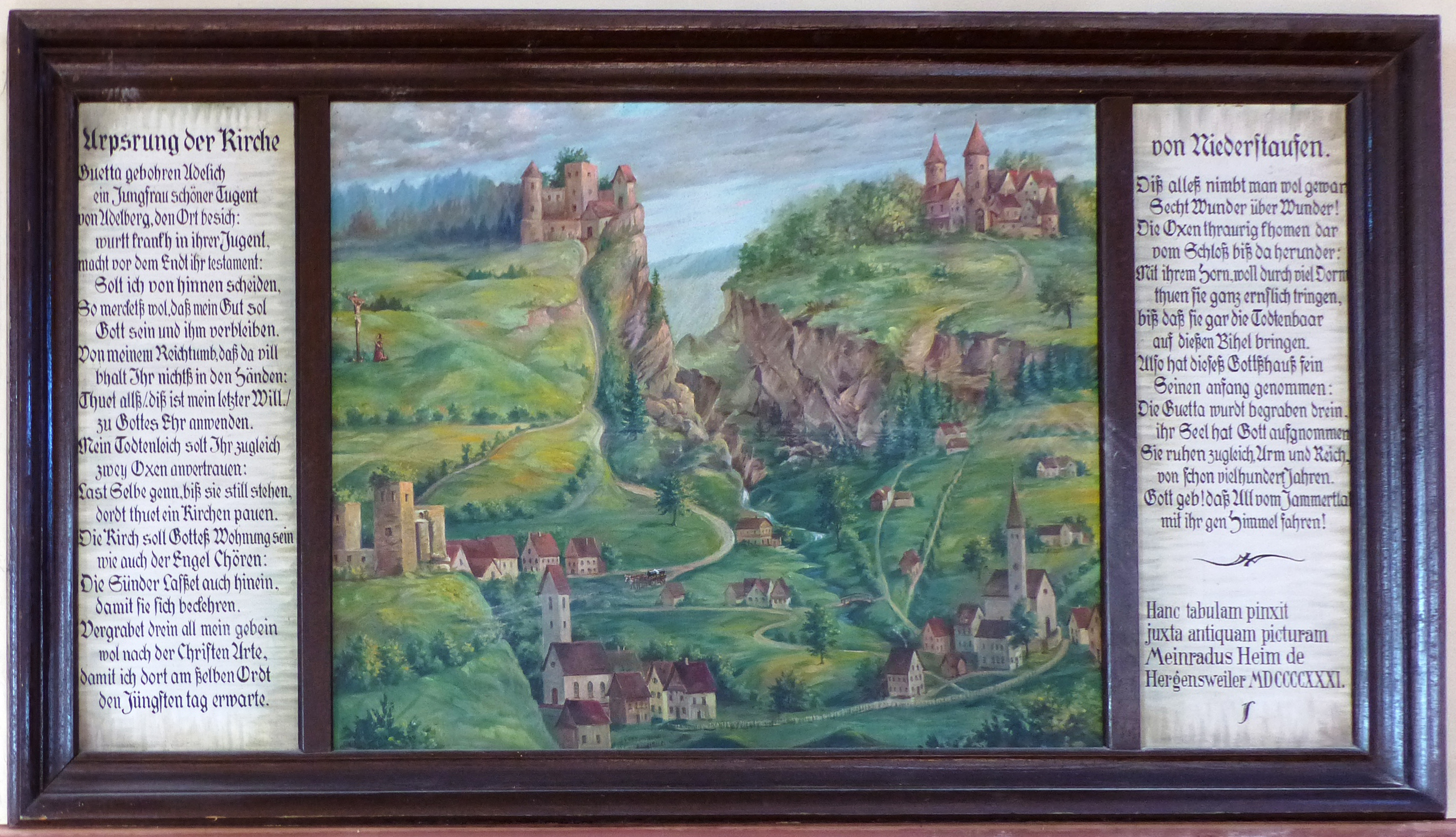
Gedenktafel der Guta von Adelberg in der Kirche

Einer Legende nach lebte Guta von Adelberg im 12. Jahrhundert auf der Burg Adelberg, die östlich von Niederstaufen lag. Auf das Vermächtnis dieser frommen Frau soll ein Vorgängerbau von St. Peter und Paul zurückgehen. Denn Guta von Adelberg habe bestimmt, dass nach ihrem Tod ihre Leiche auf einen Ochsenkarren gelegt werden sollte. Wo die Ochsen zum Stehen kämen, sollte eine Kirche gebaut werden.
Tatsächlich ist für die Mitte des 13. Jahrhunderts bereits die Existenz einer Kirche in Niederstaufen belegt: Papst Innozenz IV. sicherte in einem Schreiben vom 17. September 1249 dem Kloster Mehrerau das Patronatsrecht über die Kirche in Niederstaufen zu. Der Ort wurde in diesem Schriftstück noch „Understophen“ genannt. Im Jahr 1369 verkaufte der Abt Walter von Schauffhausen den Ort an den Grafen Heinrich von Montfort-Tettnang, 1523 wurde er an das Haus Habsburg weiterverkauft und damit Teil der österreichischen Herrschaft Bregenz. Ab 1787 gehörte Niederstaufen zum Landgericht Weiler, das 1805 in bayrischen Besitz überging.
Das Grab der Guta von Adelberg war laut einem Brief des Pfarrers Balthasar Gerum noch 1652 in der damaligen Niederstaufener Kirche vorhanden. Aus dem Jahr 1675 stammen zwei Bildtafeln, die an Guta von Adelberg erinnern und eine Abbildung der damaligen Pfarrkirche zeigen. Der Turm dieser Kirche trug ein Satteldach. Sie wurde 1690 und 1723 verändert. Nachdem die Kirche baufällig geworden war, wurde sie durch einen Neubau ersetzt, der 1828 eingeweiht wurde.
Dass gerade damals eine neue Kirche errichtet wurde, hatte auch etwas mit der Verwaltungsstruktur des Ortes zu tun. In mittelalterlichen Zeiten bestanden die beiden Ortsteile Unter- und Oberstaufen. Unterstaufen sowie die westlichen und südwestlichen Filialen gehörten zum oben erwähnten Kloster Mehrerau. Oberstaufen aber war dem Kloster Langnau zugehörig und wurde bis gegen Ende des 18. Jahrhunderts von Hergensweiler aus seelsorgerisch betreut. Nachdem die beiden Ortsteile miteinander vereinigt worden waren und Oberstaufen umgepfarrt worden war, benötigte die Pfarrei St. Peter und Paul Niederstaufen eine größere Kirche als bisher.
Die Pläne für die Kirche wurden von einem „wackern Maurermeister“ geschaffen und behördlich genehmigt. Die Kosten für den Bau beliefen sich auf 7000 bis 8000 fl.
Ein Kaplan wurde durch verschiedene Vermächtnisse finanziert; Anteil daran hatten ein Lehrer aus Geislehen sowie drei unverheiratete Hoferben aus Hölzlers, die durch einen Pfarrer überredet wurden, um ihres Seelenheils willen eine entsprechende Spende zu tätigen. Daraus erwuchs der Gemeinde allerdings die Verpflichtung, ein Wohnhaus für diesen Kaplan zu errichten. Daher wurde das sogenannte Kaplaneihaus gebaut; es trägt die Adresse Allgäustraße 28.

## Beschreibung
Die in den Jahren 1825 bis 1831 erbaute Kirche wurde 1871 um eine Sakristei erweitert, die auf der Ostseite an den Turm angefügt wurde. Der Innenraum des Gebäudes wurde 1895 zum ersten Mal renoviert. Damals erhielt die Kirche auch eine neue Orgel.
Bei einer weiteren Überarbeitung des Innenraums wurden 1953 die Wand- und Deckengemälde, die 1895 angebracht worden waren, übertüncht. Diese Gemälde wurden 1994 wieder freigelegt.
1927, 1931 und 1977 wurden Restaurierungen am Äußeren des Gotteshauses vorgenommen.

## Ausstattung
Von den fünf Glocken mit der Stimmung h° d' e' g' a' wurden vier bei der Glockengießerei Wolfart-Kuhn im Jahr 1949 in Lauingen gegossen, die fünfte ist etwas älter: Sie stammt aus der Gießerei der Gebrüder Ulrich in Kempten, wo sie 1922 gegossen wurde.
Von Alois Keller aus Pfronten stammt das Seitenaltarblatt mit der Anbetung der heiligen drei Könige. Das Ölgemälde mit den Maßen 230 × 120 cm wurde 1827 geschaffen. Keller erhielt dafür laut Bauchronik 52 fl. 42 kr. Für zwölf Apostelbilder an den Wänden des Hochschiffs, die er in Öl auf Holz malte, bekam er 66 fl. Die Apostelmedaillons sind 122 × 92 cm groß.
Am 4. Februar 1850 versuchte der ledige Maurergeselle Joseph Gaurüder aus Unterelching ein goldenes Versehkreuz mit silberner Kette aus dem Tabernakel der Kirche zu stehlen. Einem Bericht im Augsburger Tagblatt zufolge wurde er am frühen Morgen dieses Tages vom Sohn des Mesners im Glockenturm überrascht und gab an, er sei auf der Suche nach einem Schwalbennest. Nachdem man ihn in der Kirche eingeschlossen und wegen eines im Tabernakel steckenden Nachschlüssels befragt hatte, versuchte er seine Beute zu verstecken; dabei kamen auch Gegenstände zum Vorschein, die er tags zuvor in der Kirche von Weißensberg entwendet hatte. „Den zu Weißensberg verübten Kirchendiebstahl gesteht Gaurüder vollständig ein“, schrieb die Zeitung, „von dem Diebstahl in Niederstaufen aber will er nicht das Geringste wissen, indem er ganz und gar betrunken gewesen sei, und als er zu sich gekommen, sich im Gefängniß [sic!] gesehen habe. Nun wird bezeugt, daß er allerdings bei der Rößlewirthin vier Halbe neuen Seewein zu vier kr. getrunken habe, doch habe er noch ordentlich gehen können, und von besagtem Wein werde man überhaupt nicht so leicht betrunken [...]“ Gaurüder wurde bei der Gerichtsverhandlung für schuldig befunden und zu acht Jahren Arbeitshaus verurteilt.